# Прикосновение дзена
«Прикоснове́ние дзе́на» (кит. трад. 俠女, упр. 侠女, палл. Ся нюй, буквально: «Рыцарша») — тайваньский фильм жанра уся режиссёра и сценариста Кинга Ху. Основан на рассказах Пу Сунлина «Ляо-чжай-чжи-и».
Картина заняла девятое место в списке 100 лучших китайских кинолент по версии Hong Kong Film Award.
Несмотря на то, что съёмки начались в 1968, до 1971 года фильм не был полностью завершён. Первоначальный выход на экраны Тайваня состоялся в двух частях, в 1970 и 1971 годах (съёмки ещё продолжались во время выхода первой части) с эпизодом в бамбуковом лесу, который завершает первую часть и начинает вторую часть; эта версия имеет суммарную продолжительность в 200 минут. В ноябре 1971 года обе части были объединены в одну для проката в Гонконге с продолжительностью в 187 минут.

## Сюжет
Гу Шэнчжай — учёный и художник без амбиций. Однажды в город прибывает незнакомец и заказывает свой портрет у художника. Его настоящее имя Оуян Нянь, а цель его прибытия — поимка беглянки, чтобы отвезти её в город и казнить от имени агентов Восточной Палаты. Скрывающаяся от агентов Ян Хуэйчжэнь знакомится с Шэнчжаем, а затем они вместе устраивают заговор против евнуха Вэя, который отдал приказ уничтожить всю семью Хуэйчжэнь после того, как её отец попытался предупредить Императора о продажности чиновника.
Шэнчжай придумывает ловушку для людей евнуха. Она заключается в том, чтобы заманить их в место, где по слухам, водятся призраки, напугать и разобраться с ними. Таким образом, агенты должны поверить в то, что они являются жертвами нечисти. План срабатывает, но погибает много сторонников беглецов.
После разборки Шэнчжай не может отыскать Хуэйчжэнь. Его мать сообщает, что она ушла и не хочет, чтобы он шёл за ней. Шэнчжай гонится за ней до монастыря настоятеля Хуэйюаня, где беглянка родила ребёнка от Шэнчжая и стала монахиней. Она даёт знать Шэнчжаю, что их пути расходятся и отдаёт ему ребёнка. Позже, когда Шэнчжая с ребёнком выследил Сюй Сяньчунь, командующий армией евнуха Вэя, Хуэйчжэнь и настоятель приходят художнику на помощь. В ходе последовавшей битвы Сюя убивают, а настоятель с монахиней получают тяжёлые ранения.

## В ролях
- Сюй Фэн — Ян Хуэйчжэнь
- Ши Цзюнь[кит.] — Гу Шэнчжай
- Тянь Пэн[англ.] — Оуян Нянь
- Бай Ин — генерал Ши Вэньцяо
- Цао Цзянь[кит.] — судья Сюй Чжэнцин
- Мяо Тянь — Не Цю
- Чжан Бинъюй[кит.] — мать Шэнчжая
- Сюэ Хань — генерал Лу Динань
- Ван Жуй[англ.] — Мэнь Да
- Вань Чуншань[кит.] — Лу Цян
- Гао Мин — человек судьи
- Хань Инцзе — Сюй Сяньчунь
- Рой Цяо[англ.] — настоятель Хуэйюань
- Лу Чжи — телохранитель Мэнь Да
- Цзя Луши — Ян Линь
- Мелвин Чжан — Тао Лун
- Лю Чу — человек судьи
- Чэнь Шивэй — телохранитель Мэнь Да
- Тоу Вайво — телохранитель Мэнь Да
- Пхунь Иукхуань — конвоир из Восточной Палаты

## Съёмочная группа
- Продюсер: Ша Жунфэн, Ся У Лянфан
- Режиссёр: Кинг Ху
- Ассистент режиссёра: Мяо Тянь
- Постановка боевых сцен: Хань Инцзе, Пхунь Иукхуань
- Художник: Чэнь Шанлинь
- Оператор: Хуа Хуэйин[кит.]
- Композитор: У Дацзян[кит.], Ло Миндао

## Восприятие
На сайте Rotten Tomatoes фильм имеет средний рейтинг в 97 % на основании 37 рецензий и оценку 8,30 балла из 10

## Номинации и награды
Фильм удостоился гран-при технической комиссии и был номинирован на Золотую пальмовую ветвь на 28-м Каннском кинофестивале.

## Релиз на Blu-ray
25 января 2016 года фильм вышел на Blu-ray в Великобритании от компании Eureka Entertainment. Помимо китайской звуковой дорожки на диске есть отключаемые английские субтитры. Издание также имеет два дополнительных DVD-диска. Есть множество дополнительных материалов.